# Salangana

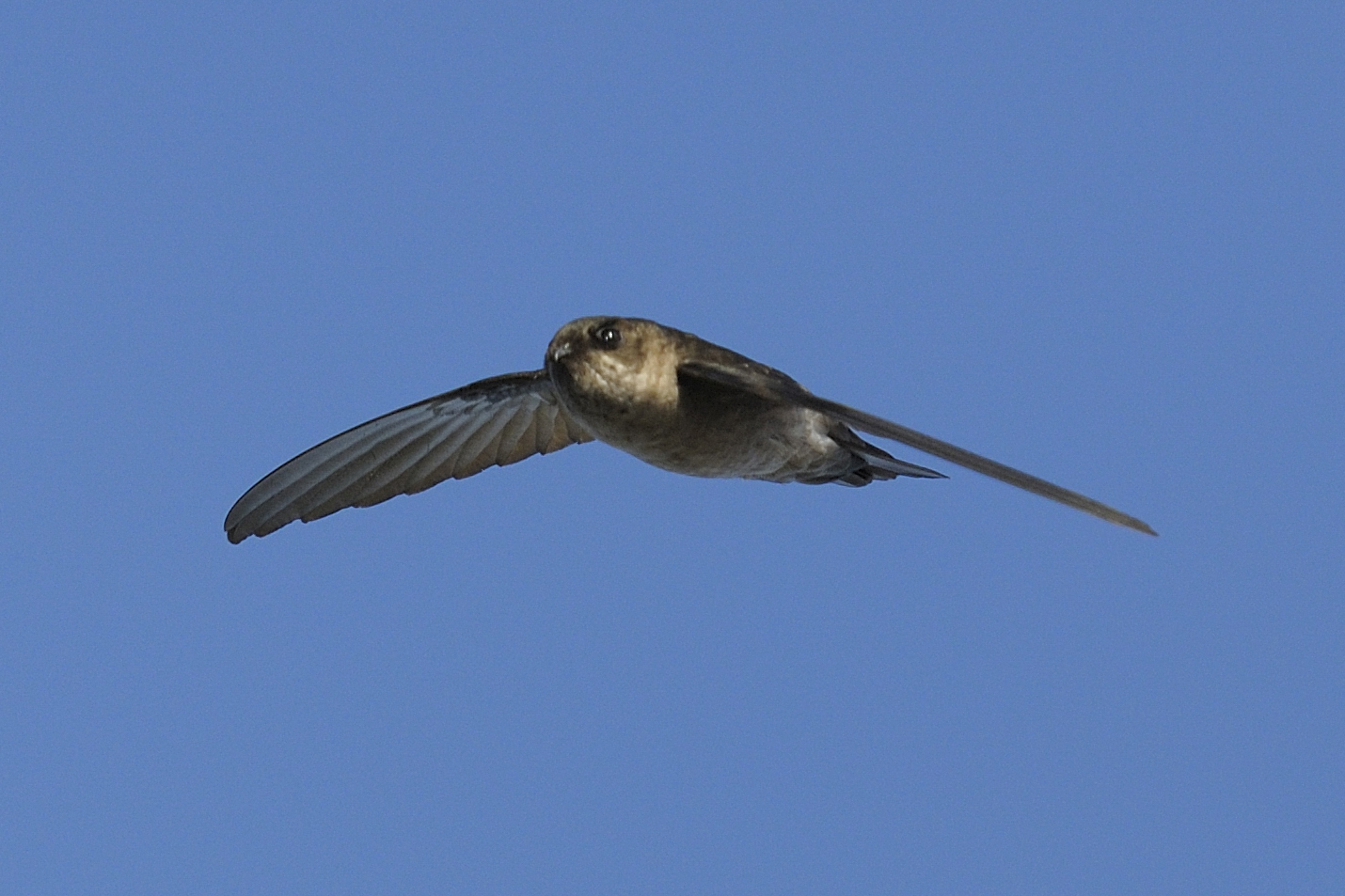
Salangana de les Mascarenyes (Aerodramus francicus)

Les salanganes són ocells de la tribu Collocaliini, que pertany a la família dels apòdids (Apodidae). Són petites, fan entre 9 i 13 cm de llargada. El plomatge és típicament marronós, les ales estretes i el vol ràpid. Com altres espècies de la mateixa família, tenen un bec menut i una gran obertura bucal que els facilita la captura d'insectes en vol. Viuen en regions tropicals i subtropicals del món, principalment al sud-est asiàtic, tot i que també es poden trobar a les Seychelles, al nord d'Austràlia o a illes del Pacífic sud.
El nom salangana es fa servir en català per a 27 espècies diferentes, distribuïdes en tres gèneres: Collocalia (3 espècies), Aerodramus (23 espècies) i Hydrochous (1 espècie). Dintre de la tribu Collocaliini també es troba el gènere Schoutedenapus (2 espècies), però els ocells d'aquest gènere no es consideren realment salanganes i s'anomenen falciots cuallargs.

## L'ecolocalització

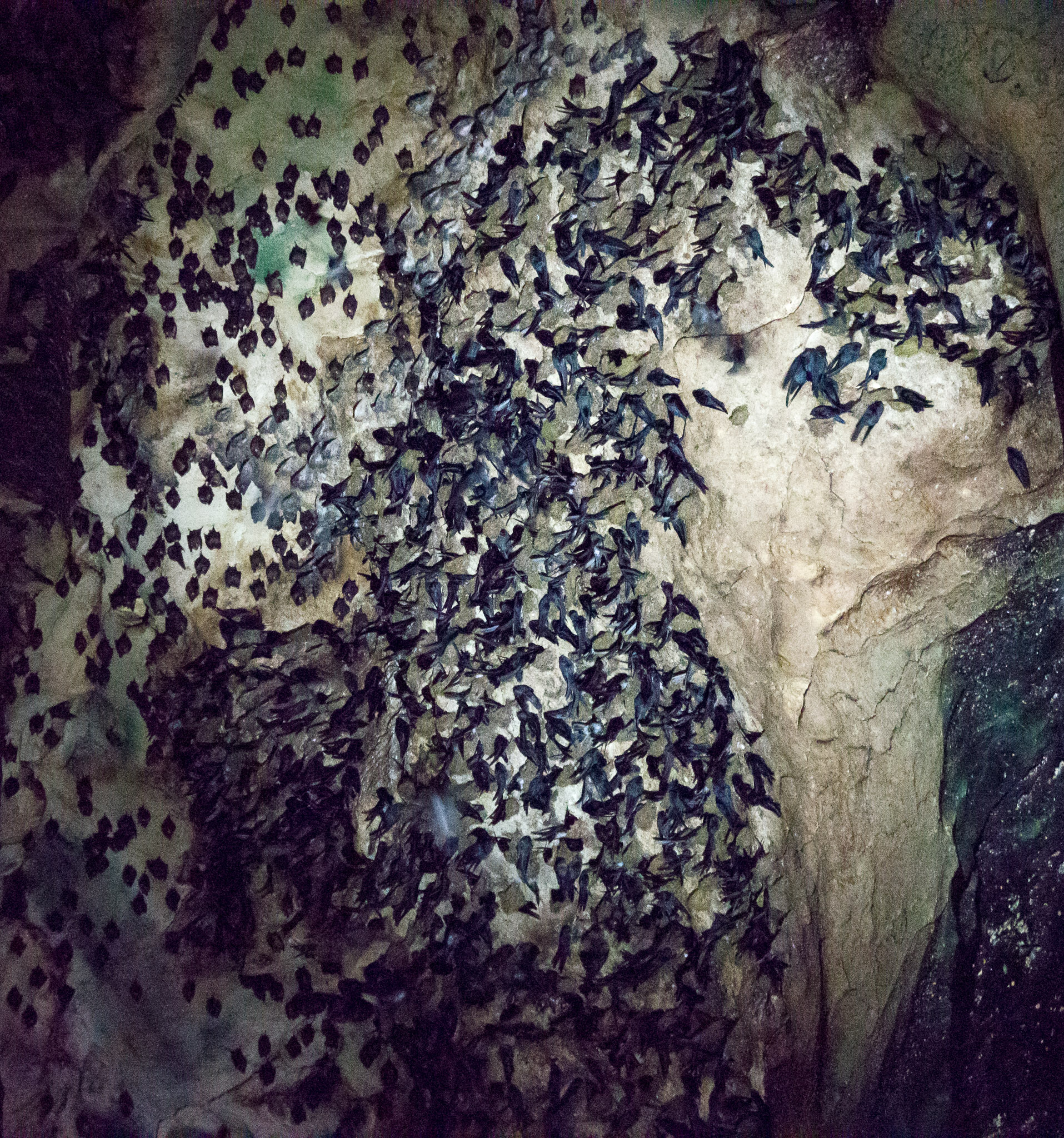
Salanganes de la Sonda (Aerodramus salangana) amb ratpenats cuallargs de llavis arrugats (Chaereohon plicata) i ratpenats de ferradura de Creagh (Rinolophus creaghi)

Una característica destacable de les salanganes és que poden emetre sons, captar-ne les vibracions reflectides pels objectes que hi ha en el medi i interpretar-les per conèixer l'entorn i orientar-se en la foscor. Molt pocs ocells en el planeta tenen aquesta capacitat. De fet, només se'n coneix una altra espècie a més de les salanganes, l'ocell de l'oli (Steatornis caripensis), que també utilitza aquest sistema d'orientació.
En el cas de les salanganes, els sons que emeten són clics de banda ampla amb freqüències entre 1 i 16 kHz. Els clics d'ecolocalització no els serveixen per detectar els petits insectes que mengen, per causa de les longituds d'ona relativament llargues dels clics, sinó per orientar-se en les coves calcàries on nien i descansen la majoria de les espècies de salanganes, que és l'hàbitat on fan servir l'ecolocalització.
Però no totes les espècies de salanganes tenen aquesta facultat. Les del gènere Aerodromus són les que típicament fan servir l'ecolocalització, i no en canvi les dels gèneres Hydrochous i Collocalia, amb l'excepció de la salangana menuda (Collocalia troglodytes). Justament, la salangana gegant (Hydrochus gigas), l'única espècie del gènere Hydrochous, no nia dintre de coves sinó al costat o darrere de cascades, i les altres dues espècies del gènere Collocalia, la salangana lluenta i la salangana linxi, nien cap a l'entrada de les coves, on les condicions de llum són encara prou bones.

## L'ús culinari dels nius
Les salanganes fan els nius bàsicament amb la saliva, que ràpidament queda solidificada. Aquests nius tenen un alt valor nutricional i s'utilitzen com a ingredient per fer sopa. Per a consum humà, se n'aprofiten sobretot els de la salangana de niu blanc (Aerodramus fuciphagus). Encara que les salanganes no són orenetes (no són de la mateixa família d'ocells, ni tan sols del mateix ordre), com que són semblants, aquest plat és conegut popularment amb el nom de sopa de niu d'oreneta.
La sopa feta amb nius de salanganes és considerada un menjar exquisit, afrodisíac i excel·lent per a la pell, particularment a la Xina i a Hong Kong. A causa de l'escassetat dels nius i de la dificultat per obtenir-ne, el preu de venda al detall del kg de nius de salangana oscil·la entre els 2.000 i els 10.000 $ (1750 – 8850 € aproximadament), que és el pes que fan uns 120 nius. Els més cars són els de color taronja i roig.
La recol·lecció dels nius de salangana es fa de manera tradicional a les coves, amb perícia i acrobàcia. Actualment el consum i el comerç de nius ha crescut, i el nivell d'explotació ha comportat la disminució de les poblacions de salanganes en alguns llocs i l'extinció en altres. Per satisfer les demandes del mercat xinès, hi ha empreses inversores que construeixen uns edificis alts, l'interior dels quals sembla les coves on naturalment crien, per obtenir-ne amb més facilitat. Els principals productors són Malàisia, Tailàndia, Vietnam i, de manera destacada, Indonèsia.

## Les espècies de salanganes
Gènere Collocalia:

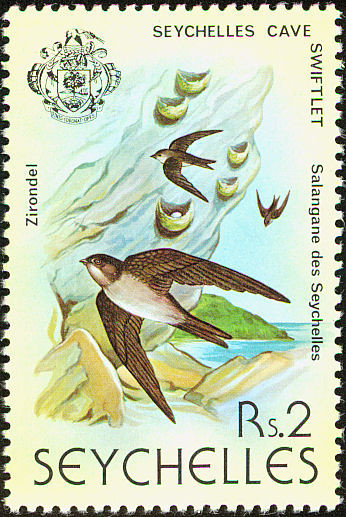
Salangana de les Seychelles (Aerodramus elaphus) en un segell de 1979

- Collocalia esculenta - salangana lluenta
- Collocalia linci - salangana linxi
- Collocalia troglodytes - salangana menuda

Gènere Aerodramus:
- Aerodramus bartschi - salangana de Guam
- Aerodramus brevirostris - salangana de l'Himalàia
- Aerodramus elaphrus - salangana de les Seychelles

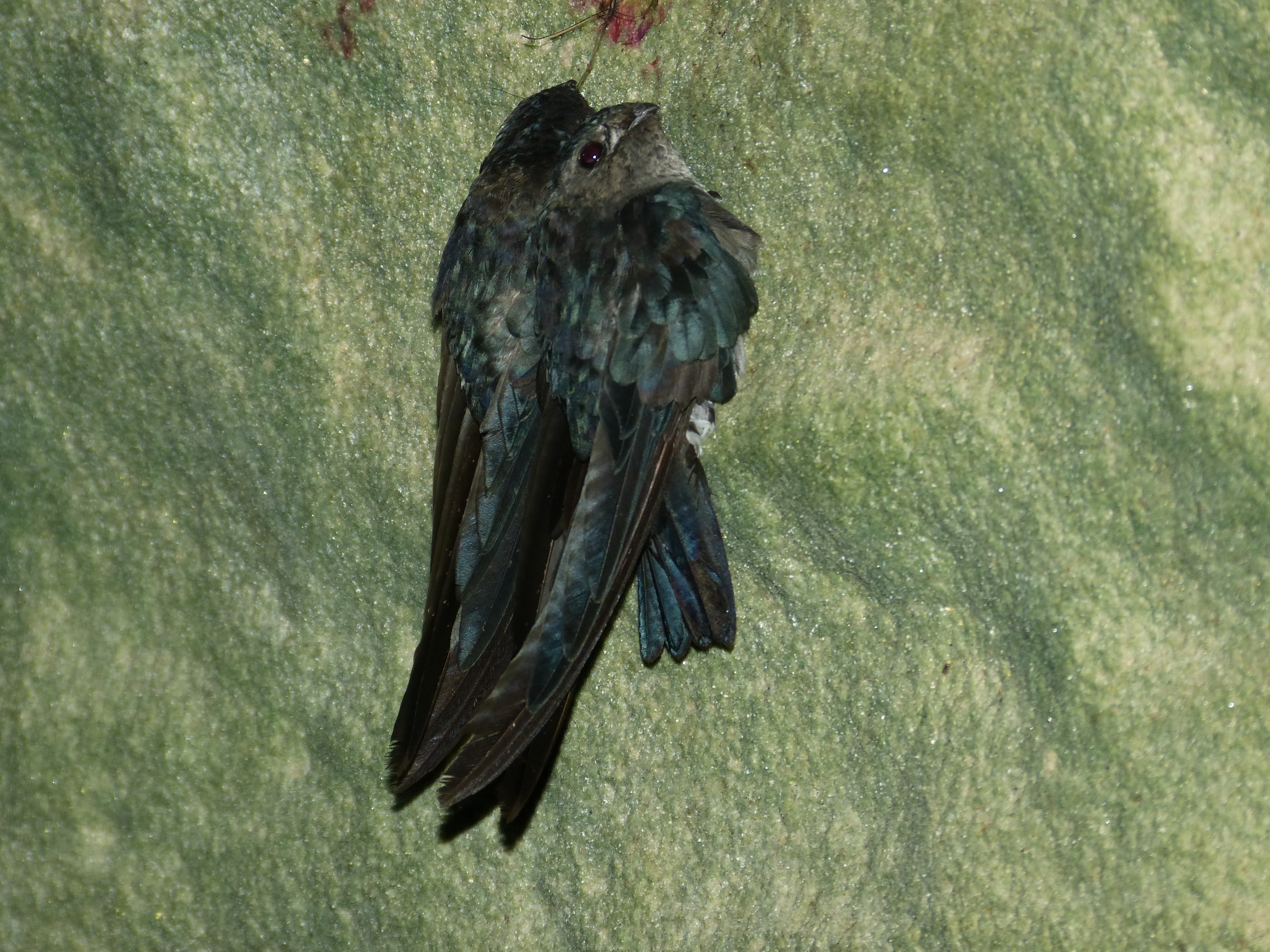
Salangana lluenta (Collocalia esculenta)

- Aerodramus francicus - salangana de les Mascarenyes
- Aerodramus fuciphagus - salangana de niu blanc
- Aerodramus hirundinaceus - salangana muntanyenca
- Aerodramus infuscatus - salangana de les Moluques
- Aerodramus inquietus - salangana de les Carolines
- Aerodramus leucophaeus - salangana de la Polinèsia
- Aerodramus maximus - salangana de niu negre
- Aerodramus mearnsi - salangana de les Filipines
- Aerodramus nuditarsus - salangana camanua
- Aerodramus orientalis - salangana de Mayr
- Aerodramus pelewensis - salangana de les Palau
- Aerodramus papuensis - salangana de Nova Guinea

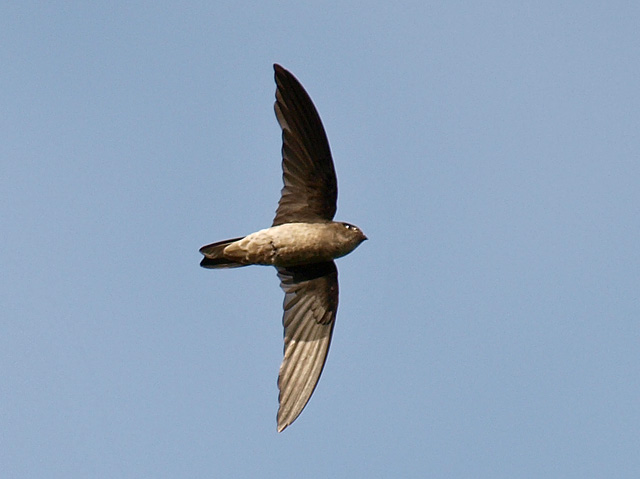
Salangana de niu negre (Aerodramus maximus)

- Aerodramus salangana - salangana de la Sonda
- Aerodramus sawtelli - salangana d'Atiu
- Aerodramus spodiopygius - salangana de carpó blanc
- Aerodramus terraereginae - salangana australiana
- Aerodramus unicolor - salangana de Malabar
- Aerodramus vanikorensis - salangana de Vanikoro
- Aerodramus vulcanorum - salangana dels volcans
- Aerodramus whiteheadi - salangana de Whitehead

Gènere Hydrochous:
- Hydrochous gigas - salangana gegant

Depenent de les fonts, s'incloen més espècies als gèneres Collocalia, Aerodramus i Hydrochous. Birdlife International i Handbook of the Birds of the World només enumeren aquestes 27 com pròpiament espècies (les altres són considerades subespècies).